# جون بي لويس
جون بي لويس (بالإنجليزية: John P. Lewis)‏ هو اقتصادي أمريكي، ولد في 18 مارس 1921 في ألباني في الولايات المتحدة، وتوفي في 26 مايو 2010 في Montgomery Township, New Jersey ‏ في الولايات المتحدة.

## وصلات خارجية
- جون بي لويس على موقع إن إن دي بي (الإنجليزية)